# Saon
Saon é uma comuna francesa na região administrativa da Normandia, no departamento Calvados. Estende-se por uma área de 5,2 km². Em 2010 a comuna tinha 225 habitantes (densidade: 43,3 hab./km²).